# Ernst Melchior
Ernst „Ernstl“ Melchior (* 26. Juni 1920 in Villach, Österreich; † 5. August 1978 in Rouen, Frankreich) war ein österreichischer Fußballspieler. Der rechte Flügelstürmer galt als einer der erfolgreichsten und populärsten Spieler der frühen österreichischen Nachkriegszeit. Er war insbesondere für seine Schnelligkeit und Geradlinigkeit als Stürmer bekannt.

## Leben
Ernst Melchior wurde am 26. Juni 1920 als uneheliches Kind der Grundbesitzerin Anna Melchior (verwitwete Russ; * 19. Juli 1891 in Grünwald bei Tarvis) in Villach geboren und am 5. Juli 1920 auf den Namen Ernst getauft. Am 26. Juli 1922 wurde er von seiner Mutter als konfessionslos erklärt. Am 1. Februar 1938 wurde er zusammen mit seiner Mutter wieder in die römisch-katholische Kirche aufgenommen.
Während des Zweiten Weltkrieges gehörte er unter anderem der Gebirgsjägerstandarte 7 der Schutzstaffel in Villach an und wurde im Mai/Juni 1943 innerhalb der Wehrmacht vom Rottenführer zum Leutnant befördert.
Nach dem Zweiten Weltkrieg wurde der im Dienste der Stadtgemeinde Villach stehende spätere Ingenieur Ende September 1946 in Wien verhaftet, jedoch nach wenigen Tagen Untersuchungshaft in Klagenfurt Anfang Oktober 1946 wieder vorzeitig entlassen. Im März 1947 stand Melchior mit den beiden Rädelsführern und vier weiteren Angeklagten wegen Verbrechen gegen die Menschlichkeit vor dem Volksgericht. Als Teil einer etwa zehnköpfigen SA-Gruppe verschaffte er sich – unter dem Vorwand, nach Waffen zu suchen – am 10. November 1938 Zutritt zur Wohnung der in Villach lebenden jüdischen Familie Mitzner, wobei es zu großen Sachbeschädigungen gekommen war. Obwohl sein damaliger Verein 1938 korporativ der Sturmabteilung beigetreten war und an dieser Aktion teilgenommen hatte, die später unter das Kriegsverbrechergesetz fiel, wurde Melchior in weiterer Folge vom Volksgericht freigesprochen, während der Großteil der Mitangeklagten zu Haftstrafen verurteilt wurden. Sein Verteidiger, sein damaliger VSV-Obmann Feldner, meinte während des Prozesses, dass Melchior beste Angebote aus der Schweiz und Frankreich ausgeschlagen hätte, um Österreich treu zu bleiben. Zeitgenössische Zeitungen berichteten, dass Melchiors Berufung in die österreichische Nationalmannschaft allein auf Grund seines Könnens und seiner anständigen Haltung erfolgt sei.
Am 21. Oktober 1957 heiratete Melchior.

## Karriere

### In Österreich
Der Name Ernst Melchior schien zum ersten Mal 1934 in der Schülermannschaft seines Heimatvereins Villacher SV auf. Bereits in seiner Jugend spielte er neben dem Fußball auch noch Handball und betrieb Leichtathletik. Als Handballer kam er auch in der Kärntner Auswahl zum Einsatz. Fünffacher Kärntner Meister wurde er etwa bei den Leichtathletikwettkämpfen 1940, bei denen er in den Bereichen 100-Meter-Lauf, Weitsprung, Dreisprung, Hochsprung und Dreikampf triumphierte. Bereits mit 16 Jahren stand er 1936 im Kader der Herrenfußballmannschaft des VSV und spielte nicht einmal ein Jahr später im Alter von 16½ Jahren in einer österreichischen Amateurauswahl gegen Ungarn.
Erstmals größere Aufmerksamkeit wurde ihm zuteil, als er bei einem Vergleichsmatch der Verbandsauswahlen von Kärnten und Wien am 9. Juli 1940 in Klagenfurt, welches 3:3 endete, alle Treffer der Gastgeber erzielte. Darunter befand sich ein »Jahrhunderttor«, welches er 5 Sekunden nach Anstoß zur ersten Hälfte erzielte von dem alle Zeitungen berichteten. Schon damals wurde er im Wiener Jargon (wie es eben durchwegs aus deren Sicht die »Provinzler« waren und sind) als der »Gscherte« tituliert, und der Wiener Internationale Willi Schmaus kommentierte: »Kaum kummt der Gscherte vur, schiaßt er schon a Tor«, übersetzt: »Kaum kommt der Gscherte nach vor, schießt er schon ein Tor«
1946 wurde der Stürmer überraschend von Eduard Bauer für das Länderspiel am 14. April gegen den Erzrivalen aus Ungarn im Nationalteam aufgestellt. Kurz zuvor war beim langjährigen Obmann des VSV ein Telegramm Bauers mit dem dringlichen Ansuchen, Melchior zum Probespiel nach Wien zu schicken, eingegangen. Der für seine Schnelligkeit und enorme Schusskraft bekannte Rechtsaußen war dabei der einzige Provinzler in der Mannschaft. Erstmals seit Franz Fuchsberger, der 1936 vom SV Urfahr einberufen wurde, spielte ein Amateur aus den Landesligen in der österreichischen Nationalmannschaft. Ernst Melchior konnte bei seinem Debüt den Treffer zum 2:2 anlässlich des 3:2-Siegs über die Magyaren beisteuern und erweckte so das Interesse zahlreicher Wiener Profivereine. Dies entwickelte sich zu einem Zweikampf zwischen Rapid und Austria, die beide versuchten, Ernst Melchior für sich zu gewinnen. So kamen bereits kurz vor seinem Länderspieldebüt in den lokalen Zeitungen Falschmeldungen über einen vermeintlichen Wechsel zum SK Rapid auf.
Im August 1946 kam er schließlich, gemeinsam mit seinem weniger bekannten jüngeren Bruder Otto (Jahrgang 1922), zur Austria, bei er alsbald zum Stammspieler avancierte. Diese Übertritte stellen faktisch die ersten bekannten Transfers aus dem Bundesland Kärnten zu einem Klub der höchsten österreichischen Spielklasse dar. Kurz nach seinem Wechsel nach Wien wurde der damals in der Westbahnstraße 31 in Wien-Neubau wohnhafte Melchior, der offenbar nebenbei an der Universität Wien studierte, in Wien-Ottakring bei einem Raufhandel von einigen Messerstechern mit fünf Stichen in den Rücken und einen in den Bauch verletzt. Noch im selben Monat wurde Melchior aufgrund seiner wie bereits weiter oben erwähnten NS-Zeit selbst verhaftet, jedoch im März 1947 vor dem Volksgericht freigesprochen. Kurz danach trat er bereits wieder als Nationalspieler in Erscheinung. Trotz seiner Austria-Zugehörigkeit trat er bei Freundschaftsspielen nach wie vor immer wieder für den VSV in Erscheinung.
In insgesamt 158 Meisterschaftsspielen erzielte Ernst Melchior 122 Tore für die Veilchen und konnte drei Mal österreichischer Meister werden. Der ihm erstmals schon 1940 zugewiesene, wenig einfallsreiche Spitzname G’scherter erlebte seine „Wiedergeburt“. Er blieb ihm zeit seines Lebens, aber vielleicht konnte, trotz des eigentlichen negativen Hintergrunds, dieser Ausdruck für ihn schon wieder als positiv angesehen werden. In der Nationalmannschaft schoss der Villacher einige wichtige Tore für das Team, sein bekanntestes in der 26. Spielminute beim 1:0-Sieg in Glasgow über Schottland, als er – im Zusammenspiel mit Theodor Wagner (bekannt als „Turl Wagner“) – mit scharfem Schuss ins linke Eck traf. Es handelte sich dabei an diesem Mittwoch, 13. Dezember 1950, um den ersten Sieg eines kontinentaleuropäischen Teams über die Schotten in ihrem Land; großen Anteil am Erfolg hatte dabei vor allem auch Tormann Walter Zeman. Weiters traf er auch, u. zw. am 28. November 1951, zum 0:1 nach 50 Sekunden in der zweiten Spielhälfte nach Zuspiel von Ernst Ocwirk, beim 2:2 in Wembley gegen England neben seinem Klubkollegen Ernst Stojaspal, der mit einem Handpenalty in der 79. Spielminute den Ausgleich fixierte (Quellen: „Arbeiterzeitung Wien“ vom 14. Dezember 1950 und 29. November 1951, jeweils Seite 8). Sein letztes Ländermatch bestritt er am 29. November 1953 in Lissabon beim 0:0 gegen Portugal.

### In Frankreich
Während der Saison 1953/54 ging er nach Frankreich, wo er als Spieler und Trainer tätig war, und verpasste somit die Teilnahme an der Weltmeisterschaft 1954. Er spielte dort für den FC Rouen, der zwischen 1953 und 1958 aber immer nur einen Mittelfeldplatz in der Division 2 (zweite Liga) belegte. Dies änderte sich auch nicht in der Saison 1958/59, als Ernst Melchior aus der Normandie zum FC Nantes in die Bretagne wechselte. Immerhin hat er es in den sechs französischen Jahren auf 193 Punktspieleinsätze gebracht (158 für Rouen, 35 für Nantes), und ohne seine zahlreichen Tore wären seine Klubs mit Sicherheit in größere Nöte geraten: er traf in der Liga 70 Mal für den FC Rouen und 16 mal für den FC Nantes. Im französischen Pokal stand er im März 1954 mit Rouen im Viertelfinale, musste sich aber dem Erstdivisionär Olympique Marseille mit 2:3 beugen.

### Trainer
Nach Ende seiner aktiven Karriere schlug Melchior die Trainerlaufbahn ein und betreute unter anderem Beşiktaş Istanbul (1963/64), Fortuna Düsseldorf (Juli bis Dezember 1967), die tunesische Mannschaft Club Africain (7/1968 – 6/1969), weiters Jeunesse Esch (11/1969 – 6/1972) sowie praktisch gleichzeitig das Nationalteam Luxemburgs vom 12. Oktober 1969 bis 26. April 1972. Anschließend war er noch bis Juni 1975 beim FC Rouen tätig.
Zwischenzeitlich war er Mitte der 1960er-Jahre auch in seiner Kärntner Heimat bzw. im angrenzenden Osttirol, welches ebenfalls unter die Agenden des Kärntner Fußballverbandes fällt, tätig: Vorerst, ab 5. August 1964, für die WSG Radenthein, welche in der zweithöchsten Spielklasse, der Regionalliga Mitte spielte. Er war da, mittlerweile 44-jährig, auch noch als Spieler (zumindest in Aufbaumatches) im Einsatz, aber in der Regionalligameisterschaft wirkte er nur noch als Trainer. Ganz passte dann das Verhältnis in Radenthein nicht (die Erwartungen wurden trotz prominenter Transfers nicht erfüllt), so dass es schon nach einem Jahr zur Trennung kam. Danach wurde er – noch eine Stufe tiefer in der Kärntner Landesliga – ab Sommer 1966 vom SV Rapid Lienz als Trainer verpflichtet.
1978 starb er, gerade 58-jährig, nach langer, schwerer Krankheit in seiner französischen Wahlheimat. Im Jahr 2001 wurde in der Wiener Leopoldstadt (2. Bezirk) die Ernst-Melchior-Gasse nach ihm benannt.
Quellen: Internetseiten „weltfußball“, „Austria Wien Archiv“ und Liste der Trainer von Luxemburg auf „Équipe du Luxembourg de football — Wikipedia“ sowie „WSG Radenthein Homepage“ (ältere Version, nicht mehr abrufbar) und „Rapid Lienz Archiv“ bzw. „Osttiroler Bote, Lienz“.

## Erfolge
- 3 × Österreichischer Meister: 1949, 1950, 1953
- 2 × Österreichischer Vizemeister: 1952, 1954
- 2 × Österreichischer Pokalsieger: 1948, 1949
- 1 × Österreichischer Pokalfinalist: 1947